# Un homme d'action
Pour plus de détails, voir Fiche technique et Distribution.
Un homme d'action (Un hombre de acción) est un film espagnol réalisé par Javier Ruiz Caldera, avec un scénario de Patxi Amezcua et mettant en vedette Juan José Ballesta aux côtés de Luis Callejo et Miki Esparbé. Il est librement inspiré de la vie de Lucio Urtubia. Il est sorti sur Netflix le 30 novembre 2022.

## Synopsis
Se déroulant principalement en France entre les années 1940 et les années 1980. L'intrigue est librement inspirée de la vie de l'anarchiste espagnol Lucio Urtubia. Un maçon de profession et cambrioleur de banques qui est connu pour avoir orchestré une escroquerie à grande échelle visant la Citibank.

## Distribution
- Juan José Ballesta (VF : Benjamin Penamaria) : Lucio Urtubia[1]
  - Jacobo Marrero (VF : Oscar Douieb) : Lucio jeune
- Miki Esparbé (VF : Thibaut Lacour) : Francesc Sabaté Llopart[2]
- Luis Callejo (VF : Boris Rehlinger) : Asturiano[1]
- Liah O'Prey (VF : Caroline Victoria) : Anne[1]
- Alexandre Blazy (VF : lui-même) : l'inspecteur Costello
- Ben Temple (VF : David Gasman) : Barrow
- Ana Polvorosa (VF : Hélène Bizot) : Satur[1]
- Fred Tatien (VF : Guillaume Lebon) : Patrick[1]
- Josean Bengoetxea (es) (VF : Jérémie Covillault) : Germinal[1]
- Monica Lamberti (VF : Marie-Martine (actrice)) : Petite Jeanne[1]
- Bastien Ughetto[3] (VF : Clément Moreau (acteur)) : Thierry
- Ken Appledorn (VF : Fabrice Trojani) : Tony Greko